# Simboli di commutazione
I simboli di commutazione sono dei coefficienti impiegati in matematica attuariale al fine di agevolare le procedure di calcolo dei premi relativi alle assicurazioni sulla vita.
Per le assicurazioni caso vita i simboli di riferimento sono {\displaystyle \ D_{x}}, {\displaystyle \ N_{x}}, e {\displaystyle \ S_{x}}.
Similmente, per il caso morte i valori di riferimento sono {\displaystyle \ C_{x}}, {\displaystyle \ M_{x}}, e {\displaystyle \ R_{x}}.
La differenza sostanziale è che nei primi si considera il numero medio di sopravviventi, nei secondi invece il numero medio di decessi espresso mediante {\displaystyle \ d_{x}=l_{x}-l_{x+1}=l_{x}\cdot q_{x}}
Le formule di riferimento sono le seguenti:
{\displaystyle \ C_{x}=v^{x+1}\cdot d_{x}}
{\displaystyle \ D_{x}=v^{x}\cdot l_{x}}
{\displaystyle \ N_{x}=\sum _{n=0}^{\omega -x-1}\ D_{x+n}}
{\displaystyle \ S_{x}=\sum _{n=0}^{\omega -x-1}\ N_{x+n}}
{\displaystyle \ M_{x}=\sum _{n=0}^{\omega -x-1}\ C_{x+n}}
{\displaystyle \ R_{x}=\sum _{n=0}^{\omega -x-1}\ M_{x+n}}
dove {\displaystyle \omega } rappresenta l'età estrema, ossia l'ultima età raggiungibile.